# سقوط بالگرد ۲۰۲۰ نیو تایپه
سقوط بالگرد ۲۰۲۰ نیو تایپه (انگلیسی: 2020 New Taipei helicopter crash) در ۲ ژانویه به وقوع پیوست. یک هلیکوپتر سیکورسکی یواچ-۶۰ بلک هاوک نیروی هوایی جمهوری چین (ROCAF) در منطقه وولای نیو تایپه، تایوان سقوط کرد. ژنرال شن یی مینگ، رئیس ستاد کل تایوان (CGS) به همراه ۷ پرسنل دیگر در هواپیما کشته شدند.